# Aconci
Aconci (grec antic: Ἀκόντιος) és un personatge de la mitologia grega. Narra Cal·límac que Aconci era un noi de gran bellesa de l'illa de Ceos que pertanyia a una família benestant. Una vegada va anar a Delos per un festival d'Àrtemis. Allà va veure una noia acompanyada la seva dida, que també havia anat a les festes de Delos. La noia era molt bonica, i Aconci se'n va enamorar. Es deia Cidipe, i era filla d'un noble atenenc. Aconci la va seguir fins al temple d'Àrtemis, on va anar la noia mentre se celebrava un sacrifici. El noi agafà un codony i amb el seu ganivet hi va escriure a la pell «Juro pel temple d'Àrtemis que em casaré amb Aconci». Va llançar el fruit cap on era Cidipe, la dida el recollí i el donà a la noia, que va llegir la inscripció en veu alta. Quan va entendre el sentit d'allò que havia pronunciat, envermellí i llançà el fruit. Però ja havia pronunciat un jurament davant de la deessa que la lligava al noi, i Àrtemis era testimoni d'aquest jurament. Poc després Aconci va tornar al seu país, on vivia consumit d'amor per aquella noia. El pare de Cidipe, per la seva banda, va preparar el casament de la noia amb un altre noi que ell havia elegit. Tan aviat com començaren les festes, la noia va caure greument malalta, i es va haver d'ajornar la cerimònia. Immediatament Cidipe es va restablir, però va tornar a patir la misteriosa malaltia cada vegada que estava a punt de casar-se. La notícia d'aquells fets va arribar a Aconci, que es va desplaçar ràpidament a Atenes, la ciutat de la noia, i s'anava informant cada dia i cada hora de la salut de Cidipe. El pare, preocupat per la seva filla, va acudir a l'oracle de Delfos, i el déu li va dir que Cidipe estava lligada per un jurament, i que la còlera d'Àrtemis es manifestava cada vegada que es disposava a cometre perjuri. Coneguda la veritat, el pare de Cidipe va informar-se sobre la família d'Aconci i, com que no hi veié impediment, va casar-los.
Antoní Liberal explica una història paral·lela, Ctesil·la, al primer capítol del Recull de metamorfosis.